# Lago Fianga
El lago Fianga (del francés: Lac de Fianga);en inglés: Lake Fianga es un pequeño lago de África localizado entre Chad y Camerún. No tiene fronteras claramente delimitadas, ya que constituye la frontera occidental de una zona de pantanos permanentes. El lago se forma con las inundaciones estacionales del río Logone.